# Javier Barroso
Javier Barroso Sánchez-Guerra fue un arquitecto español (Madrid, 3 de diciembre de 1903 - 10 de septiembre de 1990). Fue además jugador, entrenador y directivo de fútbol. Presidente de la Federación Española entre 1941 y 1946 y del Atlético de Madrid entre 1955 y 1964.

## Biografía
Javier Barroso Sánchez-Guerra nació en Madrid el 3 de diciembre de 1903. Estudió arquitectura, carrera en la que terminaría siendo doctor y profesión a la que se dedicó toda su vida.

### Arquitectura
Entre las obras más destacadas realizadas por Barroso podrían citarse:
- Restauración de la Colegiata de San Isidro (Madrid). Finalización de las torres. 1936
- Reforma y ampliación de la sede del Ministerio de Justicia (Madrid). 1941-1947
- Estadio Nacional Complutense (Madrid). 1943. Con Luis Lacasa y Eduardo Torroja
- Colegio Mayor Antonio de Nebrija (Madrid). 1951
- Alcázar de Colón (Santo Domingo, República Dominicana). 1955-1957
- Estadio Vicente Calderón (Madrid). 1961-1966. Con Miguel Ángel García-Lomas.

Gran parte de su trabajo profesional la dedicó a la Guardia Civil, para la que realizó numerosos proyectos de casas-cuartel, principalmente en la región noreste del país (Cataluña, Baleares y parte de la Comunidad Valenciana y Aragón).

### Fútbol
Como jugador se inició en el Real Madrid, al que llegó en 1918, con tan solo quince años, y en el que jugaría -como delantero- dos temporadas, proclamándose en ambas campeón regional.
En 1920 ficha por el Atlético de Madrid, donde comenzó jugando de delantero (aún lo era en 1921) y acabaría consolidándose como portero
En su primera temporada en el Atlético (1920/1921), el club consigue por vez primera ser campeón regional, clasificándose así para disputar el Campeonato de España, en el que quedaría subcampeón.

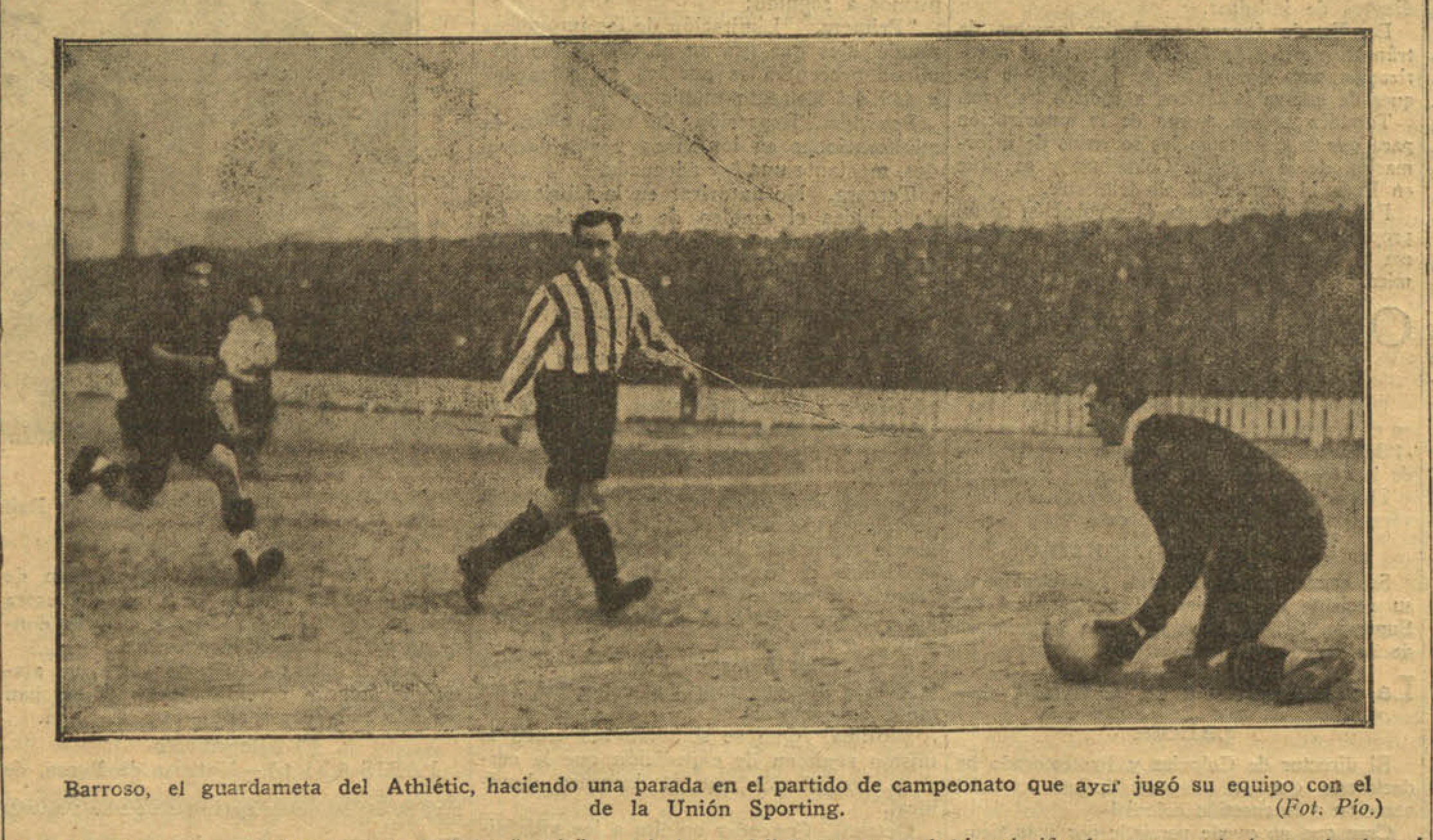
Barroso haciendo una parada en un enfrentamiento contra el Unión Sporting Club a comienzos de 1926

Nuevamente volvería a ser campeón regional en la 1924/1925 y en la 1925/1926, temporada ésta en la que también sería subcampeón de España, al ser el portero titular y capitán del Atlético de Madrid en la final de la Copa del Rey disputada ante el Fútbol Club Barcelona.
En diciembre de 1931, al ser elegido presidente Rafael González Iglesias, Javier Barroso se incorporó como directivo del club, en el poco después, en enero de 1932 y con el equipo en Segunda División sustituyó a Rudolf Jeny como entrenador hasta el final de temporada.
El 1 de agosto de 1941, Javier Barroso es elegido presidente de la Real Federación Española de Fútbol, cargo que ostentaría hasta el 1 de abril de 1946.
El 11 de diciembre de 1955 se celebran elecciones a la presidencia del Atlético de Madrid, y a ellas concurren Javier Barroso y Alfonso de Lafuente (que también sería, un año después, Presidente de la RFEF). Gana Barroso, comenzando un intenso período de nueve años al frente del club. Fue reelegido el 11 de septiembre de 1960.
El 17 de marzo de 1961, y ante la evidencia de que el Estadio Metropolitano se había quedado pequeño y obsoleto, Barroso adquiere los terrenos para construir un nuevo campo de fútbol, junto al río Manzanares. Ese mismo año se iniciarían las obras del campo, cuyo proyecto arquitectónico redactaría el propio Javier Barroso en colaboración con Miguel Ángel García-Lomas Mata, también arquitecto y posteriormente (1973-1976), alcalde de Madrid.
El Estadio del Manzanares era una gran aspiración de los atléticos, pero tenía un alto coste. En 1958 se había tenido que realizar una emisión de deuda en forma de obligaciones hipotecarias suscritas por los propios socios del club.
Bajo su presidencia, el Atlético de Madrid conseguiría sus dos primeras Copas de España (Copa del Generalísimo entonces): las de 1960 y 1961, e igualmente su primer gran título europeo: la Recopa de 1962.
Ese año Javier Barroso es galardonado por la Delegación Nacional de Educación Física y Deportes con la Copa Pedro de Ibarra, que reconoce su trayectoria deportiva.
Pero la situación económica no es buena, al afrontar el coste de construcción del nuevo estadio, y ese año el Atlético tiene que traspasar a Joaquín Peiró al equipo italiano del Torino por veinticinco millones de pesetas.
En dichas circunstancias, nombra el 31 de diciembre de 1963 vicepresidente a Vicente Calderón y poco después, el 21 de enero de 1964 presenta su dimisión.
Javier Barroso falleció en Madrid el 10 de septiembre de 1990.